# Weasels Ripped My Flesh
Albums de Frank Zappa & The Mothers of Invention
Burnt Weeny Sandwich
(1970) Chunga's Revenge
(1970)
Weasels Ripped My Flesh est un album de Frank Zappa sorti en 1970 et enregistré avec The Mothers of Invention.

## Historique
L'album propose une alternance de morceaux très expérimentaux et dissonants et de morceaux plus conventionnels, voire très accessibles comme My Guitar Wants To Kill Your Mama dans une proportion d'environ un pour un. Le dernier morceau qui donne son nom à l'album consiste en un mur de bruit uniforme particulièrement dur, enregistré en conclusion d'un concert. Une performance assez douloureuse pour les oreilles qui peut être interprétée comme un défi lancé à la tradition des rappels à la fin des concerts.
La réédition au format CD chez Rykodisc présente des versions différentes de Didja Get Any Onya? et Prelude to the Afternoon of a Sexually Aroused Gas Mask.

## Pochette

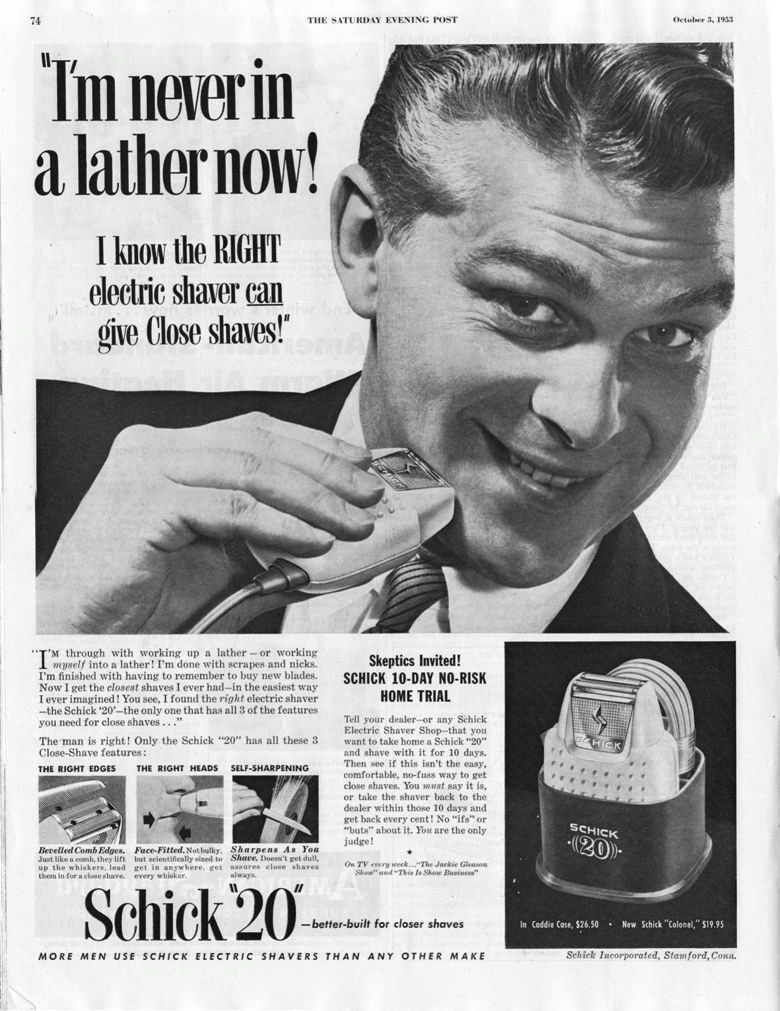
La publicité de 1953 dont s'inspire la pochette.

La pochette de l'album est l'œuvre du graphiste Neon Park (en). Elle s'inspire de deux sources distinctes : l'image en elle-même est une copie d'une publicité de 1953 pour un rasoir électrique de la marque Schick, alors que le titre est issu d'une couverture du magazine à sensations Man's Life de septembre 1956 représentant un homme torse nu attaqué par d'innombrables belettes sous le titre « Weasels ripped my flesh ».

## Titres

### Face 1
1. Didja Get Any Onya? — 6 min 51 s
2. Directly from My Heart to You — 5 min 16 s
3. Prelude to The afternoon of a Sexually Aroused Gas Mask — 3 min 48 s
4. Toads of the Short Forest — 4 min 48 s
5. Get a Little — 2 min 31 s

### Face 2
1. The Eric Dolphy Memorial Barbecue — 6 min 52 s
2. Dwarf Nebula Processional March & Dwarf Nebula — 2 min 12 s
3. My Guitar Wants to Kill Your Mama — 3 min 32 s
4. Oh No — 1 min 45 s
5. The Orange County Lumber Truck — 3 min 21 s
6. Weasels Ripped My Flesh — 2 min 08 s

## Musiciens
- Frank Zappa : guitare, voix
- Jimmy Carl Black : batterie
- Ray Collins (en) : voix
- Roy Estrada : basse, voix
- Bunk Gardner (en) : saxophone ténor
- Lowell George : guitare, voix
- Don « Sugarcane » Harris (en) : voix, violon électrique
- Buzz Gardner (en) : cuivres
- Jim « Motorhead » Sherwood (en) : saxophone baryton
- Art Tripp (en) : batterie
- Ian Underwood : saxophone alto

## Production
- Production : Frank Zappa
- Direction musicale : Frank Zappa
- Conception pochette : Neon Park
- Photos : John Williams